# الدوري الفرنسي الدرجة الثالثة
البطولة الوطنية الفرنسية (بالفرنسية: Championnat de France National) وأيضا يطلق عليها الدرجة الثالثة هي ثالث أعلى درجة بطولة في كرة القدم الفرنسية حيث تقع أسفل الدرجة الثانية وأعلى من دوري الهواة. تضم البطولة 20 نادي وفي نهاية كل موسم عندما يلعب كل نادي مباراتي ذهاب وإياب مع النادي الآخر فإن الأندية التي تحتل المراكز الثلاث الأولى تصعد إلى الدرجة الثانية وتحل مكانها الأندية التي احتلت المراكز الثلاث الأخيرة في الدرجة الثانية ومن ناحية أخرى تهبط الأندية التي تحتل المراكز الأربعة الأخيرة من الدرجة الوطنية إلى بطولة الهواة بينما تصعد مكانها أبطال المجموعات الأربع في بطولة الهواة. عندما هبوط الأندية من الدرجة الثانية إلى الدرجة الوطنية فإن القوانين تجبر هذه الأندية على البقاء ضمن الأندية المحترفة لمدة موسمين ثم يحق لها التغيير من الاحتراف إلى الهواية حيث أن الدرجة الوطنية تضم أندية محترفة وهاوية في الوقت نفسه. منذ سنة 1970 فإن الهبوط والصعود يحدث بطريقة تلقائية. قبل سنة 1970 كان مسموح للأندية الكبيرة المتواجدة في الدرجة الأولى أن تشرك الأندية الرديفة في هذه الدرجة ولكن في الوقت الحالي فإنه مسموح بإشراك الأندية الرديفة في بطولة الهواة فقط. تستقطب مباريات الدرجة الوطنية بمعدل 1500 و2000 متفرج في المباراة الواحدة.

## الأندية المشاركة في موسم 2009/2010
- أميين*
- تروا*
- ريمس*
- كان
- كروا سافوا
- باريس
- سيت
- باسي فالي أور
- كريتيل
- بوفيه
- غويونيون
- ليبورن
- بايون
- كاسي كارنو
- روديز
- لوهان كويسو
- بيسانكون**
- هييريه**
- لوزيناك**
- روين**

```
(*)الأندية الهابطة من الدرجة الثانية 
(**)الأندية الصاعدة من بطولة دوري الدرجة الرابعة
```

## السجل الذهبي

### المرحلة الأولى
كانت تقام الدرجة الوطنية من مجموعتين ومتصدري كل مجموعة يلتقيان معا لتحديد صاحبي المركزين الأول والثاني وبالتالي الصاعدان إلى الدرجة الثانية.
| الموسم    | المركز الأول | المركز الثاني |
| --------- | ------------ | ------------- |
| 1993/1994 | شاتورو       | غينغان        |
| 1994/1995 | لوريان       | إبينال        |
| 1995/1996 | طولون        | بريوتشين      |
| 1996/1997 | نيم          | واسكويهال     |

### المرحلة الثانية
تم دمج المجموعتين وإقامة البطولة من مجموعة واحدة. في أول موسمين كان النأديان اللذان يحتلال المركزين الأول والثاني يصعدان إلى الدرجة الثانية ولكن اعتبارا من موسم 1999/2000 تقرر اعتماد صعود الأندية التي تحتل المراكز الثلاث الأولى.
| الموسم    | المركز الأول | المركز الثاني | المركز الثالث   |
| --------- | ------------ | ------------- | --------------- |
| 1997/1998 | أجاكسيو      | سيدان         | كريتيل          |
| 1998/1999 | لوهان كويسو  | كريتيل        | جازيليك أجاكسيو |
| 1999/2000 | بوفيه        | مارتيغ        | أنغرز           |
| 2000/2001 | غرونوبل      | أميين         | إستر            |
| 2001/2002 | كليرمونت     | ريمس          | فالينس          |
| 2002/2003 | بيسانكون     | أنغرز         | روين            |
| 2003/2004 | ريمس         | بريست         | ديجون           |
| 2004/2005 | فالينسيان    | أسوا فالينس   | سيت             |
| 2005/2006 | نيور         | تورز          | ليبورن          |
| 2006/2007 | كليرمونت     | بولوني        | أنغرز           |
| 2007/2008 | فان          | تورز          | نيم             |
| 2008/2009 | إستر         | لافال         | أرليه           |

## سجل الهدافين
| الموسم    | عدد الأهداف | جنسية واسم اللاعب          | النادي                    |
| --------- | ----------- | -------------------------- | ------------------------- |
| 2000/2001 | 21 هدف      | كريستوف ميسلين حسين لشعب   | جازيليك أجاكسيو فالينسيان |
| 2001/2002 | 22 هدف      | كور سار                    | أنغوليم                   |
| 2002/2003 | 18 هدف      | مالو ديالو                 | ديجون                     |
| 2003/2004 | 22 هدف      | سيباستيان هيتزمان          | ديجون                     |
| 2004/2005 | 19 هدف      | ستيف سافيدان               | فالينسيان                 |
| 2005/2006 | 23 هدف      | جواد الهاجري جيريمي بيربيت | بولوني مولينز             |
| 2006/2007 | 31 هدف      | غريغوري ثيل                | بولوني                    |
| 2007/2008 | 20 هدف      | يوسف عدنان                 | تشيربورغ                  |
| 2008/2009 | 21 هدف      | إيمين هينايني              | أرليه                     |